# Phare de Punta Cumplida
Le phare de Punta Cumplida est un phare situé sur Punta de la Orchilla à 5 km de la commune de Barlovento sur l'île de La Palma, dans les Îles Canaries (Espagne).
Il est géré par l'autorité portuaire de la Province de Santa Cruz de Tenerife (Autoridad Portuaria de Santa Cruz de Tenerife).

## Histoire
Le phare est une tour cylindrique de 36 mètres de haut, en maçonnerie, avec une double galerie et la lanterne peinte en blanc, attenante à un bâtiment blanc d'un seul étage.
En Août de 2011, il est devenu le premier phare en Europe à utiliser des lampes à LED de haute puissance permettant des économies importantes d'énergie.
Le nouveau système optique est constitué d'un réseau hexagonal de six panneaux de quatre lampes à LED Vega VRL-91 donnant une intensité lumineuse totale de 505.000 candelas. Le système est monté sur un tambour rotatif pour réaliser l'émission d'un flash toutes les 5 secondes. Il a remplacé l'ancienne lentille de Fresnel de 2e ordre. La portée nominale de la nouvelle optique est de 24 milles nautiques (38 km), bien qu'elle puisse être vue jusqu'à 40 milles nautiques au large des côtes.
Identifiant : ARLHS : CAI-029 ; ES-12990 - Amirauté : D2846 - NGA : 23780 .
|          |
| Le phare |

|                                |
| L'ancienne lentille de Fresnel |

|                |
| Punta Cumplida |

### Lien connexe
- Liste des phares des îles Canaries